# 2007年のアメリカグランプリ (ロードレース)
2007年のアメリカグランプリは、ロードレース世界選手権の2007年シーズン第11戦として、7月20日から22日までアメリカ合衆国カリフォルニア州のラグナ・セカで開催された。

## 概要
例年どおり、カリフォルニア州の大気汚染防止法で2ストロークエンジンの使用が禁止されているため、最高峰MotoGPクラスのみの開催となった。今回のグランプリには地元AMAのシリーズに参戦しているライダーが3人出場した。一人はニッキー・ヘイデンの弟のロジャー・リー・ヘイデンで、ワイルドカード枠でカワサキ・レーシング3台目のマシンを走らせた。もう一人はミゲール・デュハメルで、大腿骨を骨折し療養中のトニ・エリアスの代役としてホンダ・グレシーニから出場した。最後に急遽参戦が決まったのがチャズ・デイビスで、金曜日のフリー走行で左手を骨折したアレックス・ホフマンの代役としてプラマック・ダンティーンから出場することになった。
日曜日の決勝は、ポールポジションからスタートしたポイントリーダーのケーシー・ストーナーが他を寄せ付けず、独走でシーズン6勝目を遂げた。以下ブリヂストンタイヤ勢が強さを見せ、2位にクリス・バーミューレン、3位にマルコ・メランドリと続いた。AMA勢の最高位はトップ10入りを果たしたロジャー・リー・ヘイデンだった。ランキング2位のバレンティーノ・ロッシは4位に終わり、ストーナーとの差は47ポイントに広がった。レース後インタビューに答えたロッシは、グリップしないミシュランタイヤに失望した旨のコメントを残した。

## MotoGPクラス決勝結果
| 順位 | #  | ライダー                 | マニュファクチャラー | 周回 | タイム/リタイヤ | グリッド | ポイント |
| ---- | -- | ------------------------ | -------------------- | ---- | --------------- | -------- | -------- |
| 1    | 27 | ケーシー・ストーナー     | ドゥカティ           | 32   | 44:20.325       | 1        | 25       |
| 2    | 71 | クリス・バーミューレン   | スズキ               | 32   | +9.865          | 3        | 20       |
| 3    | 33 | マルコ・メランドリ       | ホンダ               | 32   | +25.641         | 10       | 16       |
| 4    | 46 | バレンティーノ・ロッシ   | ヤマハ               | 32   | +30.664         | 5        | 13       |
| 5    | 26 | ダニ・ペドロサ           | ホンダ               | 32   | +35.622         | 2        | 11       |
| 6    | 14 | ランディ・ド・プニエ     | カワサキ             | 32   | +38.306         | 13       | 10       |
| 7    | 13 | アンソニー・ウエスト     | カワサキ             | 32   | +41.422         | 12       | 9        |
| 8    | 6  | 玉田誠                   | ヤマハ               | 32   | +42.355         | 11       | 8        |
| 9    | 4  | アレックス・バロス       | ドゥカティ           | 32   | +43.520         | 17       | 7        |
| 10   | 13 | ロジャー・リー・ヘイデン | カワサキ             | 32   | +43.720         | 16       | 6        |
| 11   | 5  | コーリン・エドワーズ     | ヤマハ               | 32   | +47.376         | 8        | 5        |
| 12   | 56 | 中野真矢                 | ホンダ               | 32   | +52.848         | 9        | 4        |
| 13   | 50 | シルバン・ギュントーリ   | ヤマハ               | 32   | +58.410         | 14       | 3        |
| 14   | 7  | カルロス・チェカ         | ホンダ               | 32   | +1'15.366       | 15       | 2        |
| 15   | 21 | ジョン・ホプキンス       | スズキ               | 30   | +2 laps         | 7        | 1        |
| 16   | 66 | チャズ・デイビス         | ドゥカティ           | 29   | +3 laps         | 20       |          |
| Ret  | 1  | ニッキー・ヘイデン       | ホンダ               | 22   | 棄権            | 4        |          |
| Ret  | 17 | ミゲール・デュハメル     | ホンダ               | 10   | 棄権            | 19       |          |
| Ret  | 80 | カーティス・ロバーツ     | KR212V               | 5    | 棄権            | 18       |          |
| Ret  | 65 | ロリス・カピロッシ       | ドゥカティ           | 3    | 棄権            | 6        |          |

| 前戦 2007年のドイツグランプリ       | ロードレース世界選手権 2007年シーズン | 次戦 2007年のチェコグランプリ       |
| 前回開催 2006年のアメリカグランプリ | アメリカグランプリ                    | 次回開催 2008年のアメリカグランプリ |